# Fontanil-Cornillon
Fontanil-Cornillon – miejscowość i gmina we Francji, w regionie Owernia-Rodan-Alpy, w departamencie Isère.
Według danych na rok 1990 gminę zamieszkiwało 2079 osób, a gęstość zaludnienia wynosiła 378 osób/km² (wśród 2880 gmin regionu Rodan-Alpy Fontanil-Cornillon plasuje się na 419. miejscu pod względem liczby ludności, natomiast pod względem powierzchni na miejscu 1476.).
Przez gminę przepływa rzeka Isère. 